# 邯郸号导弹护卫舰
“邯郸”号导弹护卫舰（舷号579）简称“邯郸”舰，是中国人民解放军海军第二十艘054A型导弹护卫舰，可以单独或者协同海军其他兵力攻击敌水面舰艇及潜艇，具有较强的远程警戒和防空作战能力。邯郸舰由黄埔造船厂建造，于2014年4月26日下水，2015年8月16日入列，服役于北海舰队驱逐舰第十支队。邯郸舰舰名取自河北省邯郸市，其入列命名授旗仪式于2015年8月16日在辽宁省大连市某军港举行。